# 계몽사 KPGA 팀리그
계몽사 KPGA 팀리그는 MBC 게임에서 열린 첫 번째 리그이며, 대한민국 이스포츠 최초의 팀 단위 리그이다. 총 5팀이 풀리그를 치러서 GO팀이 우승을 차지하였다.

## 특이사항
- 최초의 팀리그
- 결승전 직전 계몽사의 부도 때문에 라이프존으로 스폰서가 교체
- 결승전 장소 : 코엑스 영스퀘어 광장

## 진행 방식
서바이벌 매치는 10개 구단이 5전 3선승제 토너먼트 방식으로 진행하여 승자 5팀이 본선 풀리그를 진행했다. 본선 풀리그는 5전제로 순위는 개인 승수로 매겨서 5경기를 모두 진행했다. 본선 풀리그부터 결승까지 모든 경기는 경기는 승자 지명제 방식으로 진행했으며 경기 진행은 다음과 같이 이뤄졌다.
- 양 팀은 5명(결승전은 7명)의 예정된 출전 순서를 정해서 엔트리를 내며, 1경기에 출전할 선수는 고정된 상태로 경기를 진행하고 2경기부터 승자가 선수를 지명하는 방식으로 경기를 이어간다.

- 매 경기의 승자가 속한 팀은 예정된 출전 순서대로 다음 경기의 출전 선수를 내게되며 승자는 다음 경기 출전선수와 치를 상대를 지명하여 다음 경기를 진행한다.

- 만약에 전 경기에서 패배했던 팀이 승리를 거둘 경우 그 팀은 이미 출전한 선수를 제외한 나머지 선수 중 예정된 출전 순서대로 선수를 출전시키며 그 경기의 승자는 다음 출전 선수를 지명한다.

- 결승전은 7전 4선승제로 진행되었으며 최대 7명까지 엔트리에 등록해서 진행했다. 엔트리 구성 도중 중복출전이 불가피한 상황이 발생할 경우를 위해서 승자가 다음 선수를 지명 할 때 직전 경기에서 패한 선수를 연속 지명 금지 원칙을 적용했다.

## 본선
| 순위 | 팀           | 경기수 | 승 | 패 | 개인전 | 개인승 | 개인패 | 벌점 |
| ---- | ------------ | ------ | -- | -- | ------ | ------ | ------ | ---- |
| 1    | GO           | 4      | 2  | 2  | 20     | 11     | 9      |      |
| 2    | SouL         | 4      | 2  | 2  | 20     | 10     | 10     |      |
| 2    | KTF 매직엔스 | 4      | 3  | 1  | 20     | 10     | 10     |      |
| 2    | 한빛 스타즈  | 4      | 1  | 3  | 20     | 10     | 10     |      |
| 5    | POS          | 4      | 2  | 2  | 20     | 9      | 11     |      |

| 일정            | 팀           | 스코어 | 팀           | 특이사항 |
| --------------- | ------------ | ------ | ------------ | -------- |
| 2003년 3월 11일 | KTF 매직엔스 | 3 : 2  | 한빛 스타즈  | 개막전   |
| 2003년 3월 18일 | GO           | 2 : 3  | SouL         |          |
| 2003년 3월 25일 | KTF 매직엔스 | 3 : 2  | GO           |          |
| 2003년 4월 1일  | POS          | 3 : 2  | 한빛 스타즈  |          |
| 2003년 4월 8일  | KTF 매직엔스 | 1 : 4  | SouL         |          |
| 2003년 4월 15일 | GO           | 4 : 1  | POS          |          |
| 2003년 4월 22일 | 한빛 스타즈  | 4 : 1  | SouL         |          |
| 2003년 4월 29일 | POS          | 2 : 3  | KTF 매직엔스 |          |
| 2003년 5월 6일  | POS          | 3 : 2  | SouL         |          |
| 2003년 5월 13일 | GO           | 3 : 2  | 한빛 스타즈  |          |

| 순위 | 팀           | 경기수 | 승 | 패 | 개인전 | 개인승 | 개인패 | 벌점 |
| ---- | ------------ | ------ | -- | -- | ------ | ------ | ------ | ---- |
| 1    | KTF 매직엔스 | 2      | 2  | 0  | 10     | 6      | 4      |      |
| 1    | SouL         | 2      | 1  | 1  | 10     | 6      | 4      |      |
| 3    | 한빛 스타즈  | 2      | 0  | 2  | 10     | 3      | 7      |      |

| 일정            | 팀           | 스코어 | 팀           | 특이사항 |
| --------------- | ------------ | ------ | ------------ | -------- |
| 2003년 5월 20일 | KTF 매직엔스 | 3 : 2  | SouL         |          |
| 2003년 5월 27일 | 한빛 스타즈  | 2 : 3  | KTF 매직엔스 |          |
| 2003년 6월 3일  | SouL         | 4 : 1  | 한빛 스타즈  |          |

## 최종순위
| 순위 | 팀           | 경기수 | 승 | 패 | 승률  | 승점 | 벌점 |
| ---- | ------------ | ------ | -- | -- | ----- | ---- | ---- |
| 1    | GO           | 4      | 2  | 2  | 50%   | 2    |      |
| 2    | SouL         | 6      | 3  | 3  | 50%   | 2    |      |
| 3    | KTF 매직엔스 | 6      | 5  | 1  | 83.3% | 5    |      |
| 4    | 한빛 스타즈  | 6      | 1  | 5  | 16.6% | -4   |      |
| 5    | POS          | 4      | 2  | 2  | 50%   | -2   |      |

- 상위 2위팀 - 차기 시즌 시드, 하위 3위팀 - 차기 시즌 예선
- 플레이오프와 결승전 성적은 제외한다.

| 순위 | 팀           | 경기수 | 개인승 | 개인패 | 승률  |
| ---- | ------------ | ------ | ------ | ------ | ----- |
| 1    | KTF 매직엔스 | 30     | 16     | 11     | 53.3% |
| 2    | SouL         | 30     | 16     | 11     | 53.3% |
| 3    | GO           | 20     | 11     | 9      | 55%   |
| 4    | 한빛 스타즈  | 30     | 13     | 17     | 43.3% |
| 5    | POS          | 20     | 9      | 11     | 45%   |